# Revenge of the Nerds II: Nerds in Paradise
Revenge of the Nerds II: Nerds in Paradise é um filme estadunidense de 1987, uma comédia dirigida por Joe Roth.

## Sinopse
O filme dá sequência à história dos nerds Lewis, Wormser, Poindexter, Lamar e Booger, desta vez preparados para tirar férias e participar da Conferência das Fraternidades Unidas, em Fort Lauderdale. Lá eles encontram os Alpha Betas unidos ao gerente do hotel, impedindo que os Tri-Lambs se hospedassem no local. Assim, o único lugar que sobra para os Tri-Lambs se hospedarem é a Ala Ricky Ricardo do decadente Hotel Coral Essex. Isso provoca a ira dos rapazes, que planejam uma vingança. Mesmo tendo sido enganados e maltratados, eles reagem mais uma vez, provando a importância do respeito próprio em uma lição insana e selvagem que nunca será esquecida.

## Elenco
- Robert Carradine... Louis
- Curtis Armstrong... Booger
- Larry B. Scott... Lamar
- Timothy Busfield... Poindexter
- Courtney T.-Smith... Sunny
- Andrew Cassese... Wormser
- Donald Gibb... Ogre
- Bradley Whitford... Roger
- Ed Lauter... Buzz
- Barry Sobel... Stewart
- Tom Hodges... Tiny
- Jack Gilpin... Mr. Comstock
- Anthony Edwards... Gilbert
- James Hong... Snotty
- Priscilla Lopez... Aldonza